# Psautier et livre d'heures de Bedford
Ne doit pas être confondu avec Heures de Bedford.
Le psautier et livre d'heures de Bedford est un manuscrit enluminé composé entre 1414 et 1423 pour Jean de Lancastre, premier duc de Bedford (1389-1435), frère d'Henri V d'Angleterre et régent de France sous domination anglaise, de 1422 à sa mort. Il est conservé à Londres, à la British Library, sous la cote Additional 42131.

## Description
Ce manuscrit sur vélin comporte un psautier et un livre d'heures constituant un ensemble de 240 folios de 40,7 cm sur 27,9 cm, avec dix-huit grandes et deux cent-quatre-vingt petites lettrines historiées. Plusieurs miniaturistes ont collaboré à cet ouvrage, dont Hermann Scheerre et son atelier et celui du Maître de Boucicaut, ainsi qu'un quatrième artiste pour les initiales de l'office de la Passion.
Le duc de Bedford est le commanditaire de trois manuscrits exceptionnels du XVe siècle : le livre d'heures dit du duc de Bedford, conservé à Londres, le bréviaire de Salisbury, conservé à la bibliothèque nationale de France et ce manuscrit intitulé psautier et livre d'heures de Bedford. Contrairement aux deux premiers qui ont été composés à Paris, celui-ci a été composé en Angleterre. Il comporte en plus d'un psautier destiné à la dévotion privée, un livre d'heures. Les textes sont rédigés en latin avec des inscriptions en vieil anglais, comme celle du feuillet 211 qui mentionne le commanditaire : I comminde me un to yow. I pray god saue ye duke of bedford, ce qui indique que le codex a été rédigé après 1414, année où Jean de Lancastre fut nommé duc. Les experts s'accordent pour dater son achèvement à l'année 1423, car le manuscrit ne montre que le seul blason du duc, sans celui de sa première épouse, Anne de Bourgogne, fille de Jean sans Peur.
Le psaume Beatus vir du folio 73 recto présente dans sa lettrine B l'onction de David par Samuel avec Jessé à gauche, et en fond un paysage remarquable de collines sous un ciel étoilé. Le texte est encadré de rinceaux et de l'arbre de Jessé avec des personnages couronnés en buste. On remarque le blason du duc de Bedford avec son heaume dans la bordure de droite.